# Електроника
Електрониката е инженерна наука, чиято цел е ползването за полезни цели на контролирано и регулирано движение на електрони в различна среда. Възможността за контрол и регулиране на електронните потоците служи обикновено за обработка на информация (микропроцесорна система, компютърен уред, компютър, комуникационна система) или за управление на различни устройства (промишлена електроника, интернет на нещата).
Електрониката е клон на електротехниката, която има по-широк предмет, включващ генерирането, разпространението, управлението и приложенията на електроенергия. Обособяването на електрониката от останалите области на електротехниката започва през 1904 година, когато е изобретена електронната лампа. До средата на 20 век този дял на техниката се нарича радиотехника, тъй като неговите основни приложения, използващи главно електронни лампи, са свързани с предаването и приемането на радиосигнали. Днес повечето електронни устройства използват полупроводникови компоненти и намират приложение в широк кръг практически области.
Изучаването на фундаменталните физически процеси е предмет и дял от физиката, докато проектирането на конкретни електронни схеми в зависимост от областта им на приложение са предмет на електронното инженерство.

## История
Още от началото на 19 век, с откриването на електричеството и неговите свойства, се появяват и първите електронни компоненти, но те намират широко практическо приложение едва век по-късно. Развитието на електрониката през следващите десетилетия и до днес следва две основни посоки – намаляване на размера на базовите компоненти (транзистори и други подобни устройства), позволяващо все по-ефективна интеграция, по-големи мощности и по-широко приложение, и непрекъснатото усложняване на използваните в електронните устройства методи (например, преходът от аналогова към цифрова обработка на сигнала). В резултат на това електронните апарати стават все по-сложни и намират приложение в повечето области на техниката, както и във всекидневието.
- Електронно-лъчева тръба – екран на телевизор
- Ядро на компютърен микропроцесор
- Игрална конзола

В средата на 20 век развитието на електрониката довежда до появата на изчислителната техника. Нейното масово разпространение е съпътствано с бърз напредък в електрониката, в резултат на който става възможно извършването на все по-бързи и сложни изчисления с електронни устройства, които стават все по-евтини и широко достъпни. Изчислителната техника, от своя страна, създава нови средства, използвани в електрониката, като софтуер за симулиране на електронни вериги или сложни методи за обработка на сигнали.
В наши дни основните насоки в развитието на електрониката са нарастването на степента на интеграция на компонентите (вижте Закон на Мур), свързано с изследването на физичните явления на молекулно или електронно ниво (нанотехнологии), както и усилията за намаляване на консумацията на електроенергия от електронните устройства.

## Електронни устройства и компоненти
Целта на електрониката е да създава практически приложими устройства (уреди). На базата на един постоянен източник на енергия, чрез пасивни електротехнически компоненти и електронни компоненти, активно управляващи потока електрони в една електрическа верига, се постига трансформиране на неелектрически величини в електрически и обратно, управляват се и се усилват електрически сигнали, става възможно създаване на електромагнитно поле в пространството, като с това се осъществява безжична връзка на големи разстояния. В исторически план се различават следните поколения уреди, като размерите на отделните им компоненти и консумацията на ток прогресивно намаляват:
- уреди, изградени на базата на релета
- уреди, изградени на базата на електронни лампи
- уреди, изградени на базата на дискретни полупроводници
- уреди, изградени на базата на полупроводникови интегрални схеми (микроелектроника)
- уреди, изградени на базата на устройства с размери от порядъка на нанометри (наноелектроника).

Основната задача на тези уреди е пренасяне и обработване на сигнали и информация.
Електронен компонент е всеки физически обект в електронна система, чието предназначение е да влияе на електроните или техните полета по желания начин, съвместим с функцията на електронната система. В повечето случаи елементите са свързани електромеханично чрез запояване върху печатна платка, за да се създаде електронна верига с определена функция (например усилвател, радиоприемник или генератор). Компонентите може да са самостоятелно или в по-сложни групи като например интегралните схеми.
В зависимост от това дали обработват аналогови или цифрови сигнали, електронните вериги и съответно уредите, изградени от тях, се разделят на аналогови и цифрови.

## Електронни сигнали
Основна задача на електрониката е обработката чрез физически компоненти, понякога задействани от вграден софтуер, на електронните сигнали – физични величини, разглеждани като носител на информация. Най-често тази функция се изпълнява от електрическо напрежение или електрически ток, но също и от други величини, като електрично или магнитно поле. Електронните сигнали обикновено се разделят на 3 основни групи, според начина на отчитане на сигнала и неговото използване – аналогови, цифрови и силови сигнали. В много случаи е уместно сигналите да се разделят на два компонента – полезен сигнал, съдържащ търсената информация, и шум.

### Вериги с аналогов сигнал
При веригите с аналогов сигнал физичната величина, използвана за пренос на информация, се разглежда като непрекъсната във времето, за разлика от цифровите вериги, при които сигналът има дискретни стойности. Възможните стойности на аналоговия сигнал са безкрайно много и образуват непрекъснат интервал. Тази особеност на аналоговите сигнали силно затруднява съхраняването на информация и извършването на аритметични операции върху данните, в което е основното преимущество на цифровите вериги.
Аналоговите вериги понякога се наричат линейни вериги, въпреки че в аналоговите схеми се използват много нелинейни ефекти, като например смесители, модулатори и други. Броят на възможните аналогови вериги е огромен – от отделен елемент до система, която съдържа хиляди елементи, но повечето аналогови електронни устройства, като радиоприемниците, са изградени от няколко вида основни вериги.
Основните области на приложение на веригите с аналогов сигнал са радиотехниката, аудиотехниката и видеотехниката. Пример за аналогови вериги са вакуумните лампи и транзисторните усилватели, операционните усилватели и генератори.

### Вериги с цифров сигнал
Цифровите сигнали, за разлика от аналоговите, могат да заемат само определен набор дискретни стойности, които могат да бъдат кодирани в цели двоични числа. В най-простия вариант цифровият сигнал може да заема само две стойности – 0 и 1. Цифровите електронни схеми са материално реализиране на булевата алгебра и са залегнали в основата на съвременното производство на компютри. В контекста на цифровите вериги термините „цифрова верига“, „цифрова система“ и „логика“ са синоними.
Основно приложение на веригите с цифров сигнал са интегралните схеми, в частност микропроцесорите и микроконтролерите, а съвременните компютри са съставени почти изцяло от цифрови електронни устройства. В наши дни цифровите вериги изместват все повече аналоговите, поради своята по-лесна разработка, по-висока степен на интеграция и по-гъвкава употреба. Така цифровата електроника постепенно измества аналоговата от нейни традиционни области на приложение, като аудиотехниката и видеотехниката. В областта на фотографията през последните години тя измества традиционните химически процеси на обработка на филми. В същото време много функции, като измерването на физични величини или усилването, са по същността си аналогови и не могат да бъдат изпълнявани от цифрови устройства.
Тъй като цифровите сигнали са дискретни във времето, цифровите вериги обикновено използват кварцов осцилатор (часовник) за да синхронизират работата на отделните си компоненти – такива вериги се наричат синхронни. Честотата на осцилатора задава броя на възможните промени в състоянието на веригата за единица време. В същото време някои цифрови вериги работят и без синхронизиращ часовник (асинхронно), като отделните компоненти се синхронизират помежду си чрез контролни сигнали.

### Вериги със смесен сигнал
Веригите със смесен сигнал се отнасят към интегралните схеми (ИС), които съдържат аналогови и цифрови вериги, комбинирани в една полупроводникова подложка или върху една печатна платка. Смесените вериги обикновено се използват за управление на аналогови устройства с цифрова логика, например за регулиране на оборотите на двигател.